# Harmonizer

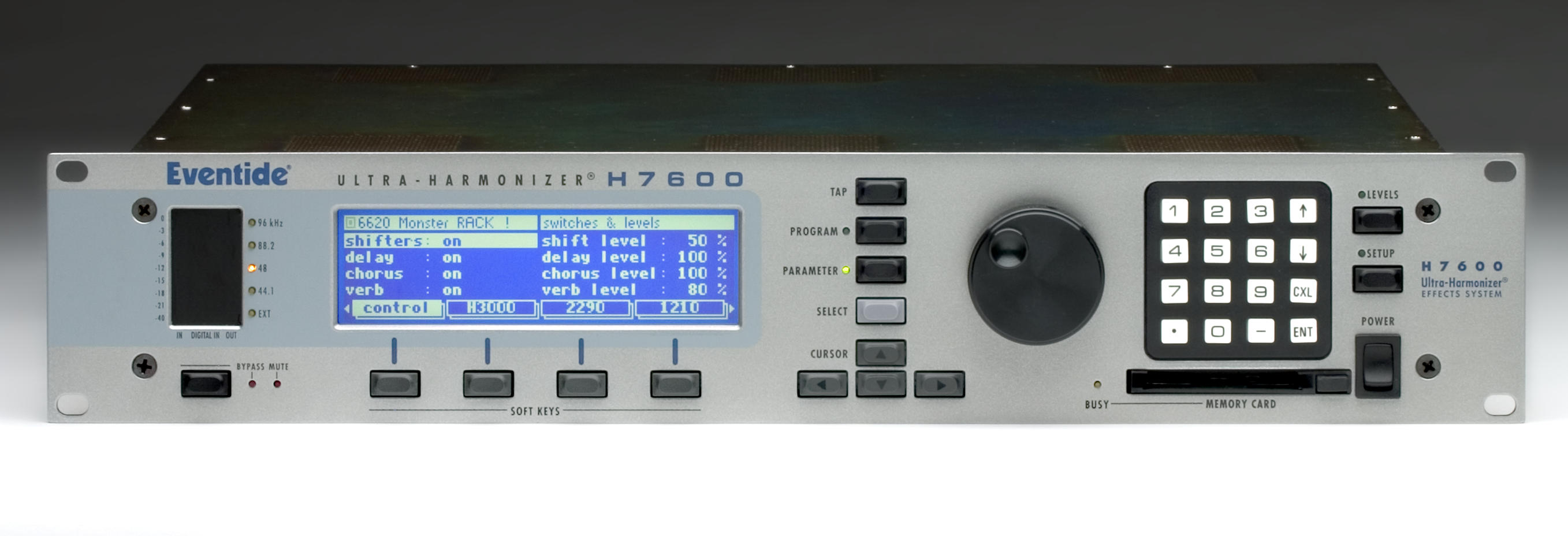
Harmonizer von Eventide

Harmonizer ist ein geschützter Begriff der US-amerikanischen Firma Eventide für einen rückgekoppelten Pitch Shifter. Der Harmonizer zählt zu den Effektgeräten in einem Rig.

## Funktionsweise
Mithilfe eines Harmonizers lassen sich aus einem Einzelton vielschichtige Klänge erzeugen. Wird der Pitch Shifter etwa auf das Intervall einer großen Sekunde eingestellt und auf seinen Eingang relativ stark rückgekoppelt, so entsteht ein Klang aus aufeinandergestapelten Sekunden, der die Ganztonleiter enthält. Auch Mikrocluster lassen sich so erzeugen; darüber hinaus ist eine beliebige Transposition nach oben oder unten möglich. In der Popmusik werden Harmonizer vor allem zur Simulation von Satzgesang eingesetzt. Im Death Metal wurde er bisweilen verwendet, um einen Klang ähnlich dem Death-Metal-typischen Growlen zu erzeugen, einer Art tiefen, gutturalen Brüllens. Der Einsatz von Harmonizern galt jedoch unter vielen Death-Metal-Fans als Hinweis auf mangelnde Fähigkeit, diesen Gesangsstil auf natürlichem Wege zustande zu bringen.
Zumeist wird der Harmonizer mit einem Keyboard kombiniert, auf dem jene Akkorde oder mehrstimmigen Sätze gespielt werden, die im Endeffekt erklingen sollen. Dazu wird die Tonhöhe ermittelt und im Effektsignal für jeden gespielten Ton um das Intervall zwischen der Tonhöhe des Eingangssignals und der des gespielten Tons angepasst (vgl. Automatische Tonhöhenkorrektur). Moderne Harmonizer können hierbei auf Grundlage der Tonhöhe automatisch leitereigene Akkorde aus einer angegebenen Tonleiter wählen. Gute Harmonizer ermöglichen außerdem Änderungen im Formantbereich der menschlichen Stimme, sodass eine Frauenstimme wie eine Männerstimme – oder umgekehrt – klingt.
Zu den Musikern, die einen Harmonizer einsetzen, gehören Kanye West, Bon Iver, James Blake und Jacob Collier.
Der Klang eines Harmonizers ähnelt mitunter dem eines Vocoders und wird mit diesem gelegentlich verwechselt.